# Christiane Stéphan
Christiane Stephan Gamba est une tireuse française d'origine italienne spécialisée en Fosse olympique.

## Palmarès

### Championnats d'Europe
- Championne d'Europe individuelle en ball-trap en 1964 à Bologne;
  - Vice-championne d'Europe individuelle en ball-trap en  1966 à Lahti;
  - Vice-championne d'Europe individuelle en skeet en  1966 à Lahti;
  - Vice-championne d'Europe individuelle en skeet en  1963 à Brno;
  - 3e des championnats d'Europe individuels en ball-trap en 1961 à Budapest.